# Vegas del Condado
Vegas del Condado település Spanyolországban, León tartományban. Lakosainak száma 1154 fő (2024).

## Földrajza
Vegas del Condado Valdefresno, Garrafe de Torío, Santa Colomba de Curueño, Vegaquemada, Gradefes és Villasabariego községekkel határos.

## Népesség
A település lakosságának változását az alábbi diagram mutatja:
| Lakosok száma | 1391 | 1361 | 1353 | 1263 | 1195 | 1175 | 1158 | 1114 | 1154 | 1154 |
|               | 2001 | 2004 | 2007 | 2009 | 2012 | 2014 | 2017 | 2019 | 2022 | 2024 |